# Mistrzostwa Europy w Piłce Nożnej Kobiet 1984
Mistrzostwa Europy w Piłce Nożnej Kobiet 1984 – pierwszy turniej mistrzostw Europy w piłce nożnej kobiet. Wydarzenie to rozgrywane było na zasadzie dwumeczu, więc gospodyniami turnieju były wszystkie reprezentacje biorące udział w turnieju - Anglia, Dania, Włochy i Szwecja. Rozpoczęło się 8 kwietnia, a zakończyło 27 maja 1984 roku. Tytuł po raz pierwszy w historii zdobyła reprezentacja Szwecji.
Turniej wygrały piłkarki ze Szwecji, pokonując w finale Angielki w dwumeczu 1:1 i po karnych 4:3. W eliminacjach wystartowało tylko 16 reprezentacji.

## Eliminacje
Eliminacje do Euro 1984 odbywały się od sierpnia 1982 do października 1983 roku. Udział w mistrzostwach wzięło 16 reprezentacji, które walczyły o 4 miejsca w turnieju. Lista grup eliminacyjnych:
- Grupa A –  Finlandia,  Islandia,  Norwegia,  Szwecja;
- Grupa B –  Anglia,  Irlandia,  Irlandia Północna,  Szkocja;
- Grupa C –  Francja,  Włochy,  Portugalia,  Szwajcaria;
- Grupa D –  Belgia,  Dania,  RFN,  Holandia;

## Drużyny uczestniczące

### Zakwalifikowane drużyny
Na podstawie:
| Drużyna | Zakwalifikowana jako | Liczba występów w ME | Najlepszy wynik w ME | Wynik      |
| ------- | -------------------- | -------------------- | -------------------- | ---------- |
| Anglia  | Zwycięzca grupy A    | debiutantki          | debiutantki          | II miejsce |
| Dania   | Zwycięzca grupy B    | debiutantki          | debiutantki          | Półfinał   |
| Szwecja | Zwycięzca grupy C    | debiutantki          | debiutantki          | Mistrzynie |
| Włochy  | Zwycięzca grupy D    | debiutantki          | debiutantki          | Półfinał   |

## Miasta i stadiony
Turniej odbył się na 6 stadionach w 6 europejskich miastach: Crewe, Rzymie, Hjørringu, Linköping, Göteborgu i Luton; w Anglii, Włoszech, Danii i Szwecji.
| Crewe                                   | Rzym              | Hjørring          |
| --------------------------------------- | ----------------- | ----------------- |
| Alexandra Stadium                       | Stadio Flaminio   | Hjørring Stadion  |
| Pojemność: 10 153                       | Pojemność: 24 973 | Pojemność: 10 000 |
|                                         |                   |                   |
| CreweRzymHjørringLinköpingGöteborgLuton |                   |                   |
| Linköping                               | Göteborg          | Luton             |
| Folkungavallen                          | Ullevi            | Kenilworth Road   |
| Pojemność: 5 500                        | Pojemność: 43 200 | Pojemność: 12 000 |
|                                         |                   |                   |

## Faza pucharowa
W fazie pucharowej uczestniczą 4 zespoły, które awansują z fazy grupowej. Ta część rywalizacji składa się z czterech rund. W każdej rundzie odpada połowa drużyn. Rozegrane zostaną półfinały. Zwycięzcy tych spotkań zagrają o tytuł mistrzowski. W każdym ze spotkań fazy pucharowej mecz zakończony w regulaminowym czasie remisem musi być rozstrzygnięty poprzez serię rzutów karnych.
|  |          |          |          |        |      |         |         |       |
|  | Półfinał | Półfinał | Półfinał |        |      | Finał   | Finał   | Finał |
|  | Półfinał | Półfinał | Półfinał |        |      | Finał   | Finał   | Finał |
|  |          |          |          |        |      |         |         |       |
|  |          |          |          |        |      |         |         |       |
|  | Włochy   | Włochy   | 3        |        |      |         |         |       |
|  | Włochy   | Włochy   | 3        |        |      |         |         |       |
|  | Szwecja  | Szwecja  | 5        |        |      |         |         |       |
|  | Szwecja  | Szwecja  | 5        |        |      | Szwecja | Szwecja | 1(4)  |
|  |          |          |          |        |      | Szwecja | Szwecja | 1(4)  |
|  |          |          | Anglia   | Anglia | 1(3) |         |         |       |
|  | Anglia   | Anglia   | Anglia   | Anglia | 1(3) | 3       |         |       |
|  | Anglia   | Anglia   |          |        |      |         |         |       |
|  | Dania    | Dania    | 1        |        |      |         |         |       |
|  | Dania    | Dania    | 1        |        |      |         |         |       |

Wyniki z serii rzutów karnych podano w nawiasach. W drabince zawarty jest wynik całego dwumeczu.

### Półfinały

#### Anglia – Dania
| 8 kwietnia 1984 15:30 CEST | Anglia · Curl 31' · Deighan 51' | 2:1(1:0)Raport | Dania · 49' Hindjær | Alexandra Stadium, Crewe Widzów: 1 000 Sędzia: Kevin O'Sullivan |
|                            |                                 |                |                     |                                                                 |

| 28 kwietnia 1984 14:00 CEST | Dania | 0:1(0:1)Raport | Anglia · 44' Bampton | Hjørring Stadion, Hjørring Widzów: 1 438 Sędzia: Kaj Natri |
|                             |       |                |                      |                                                            |

 Anglia wygrała w dwumeczu 3:1 i awansuje do finału.

#### Włochy – Szwecja
| 8 kwietnia 1984 17:30 CEST | Włochy · Morace 21' · Vignotto 29' | 2:3(2:1)Raport | Szwecja · 23' Johansson · 48' Sundhage · 57' Uusitalo | Stadio Flaminio, Rzym Widzów: 5 000 Sędzia: Werner Föckler |
|                            |                                    |                |                                                       |                                                            |

| 28 kwietnia 1984 17:30 CEST | Szwecja · Sundhage 28', 52' | 2:1(1:0)Raport | Włochy · 50' Morace | Folkungavallen, Linköping Widzów: 5 162 Sędzia: Rolf Haugen |
|                             |                             |                |                     |                                                             |

 Szwecja wygrała w dwumeczu 5:3 i awansuje do finału.

### Finał
| 12 maja 1984 13:30 CEST | Szwecja · Sundhage 57' | 1:0(1:0)Raport | Anglia | Ullevi, Göteborg Widzów: 5 662 Sędzia: Cees Bakker |
|                         |                        |                |        |                                                    |

| 27 maja 1984 15:30 CEST                     | Anglia · Curl 31' | 1:0 k. 3:4(1:0)Raport                                  | Szwecja | Kenilworth Road, Luton Widzów: 2 567 Sędzia: Ignace Goris |
|                                             |                   |                                                        |         |                                                           |
|                                             |                   | Rzuty karne                                            |         |                                                           |
| Curl · Gallimore · Bampton · Hanson · Davis |                   | Börjesson · Andersson · Johansson · Jansson · Sundhage |         |                                                           |

## Strzelczynie

### 4 gole
- Pia Sundhage

### 2 gole
- Linda Curl
- Carolina Morace

### 1 gol
- Debbie Bampton
- Liz Deighan
- Inge Hindjæ
- Helen Johansson
- Doris Uusitalo
- Elisabetta Vignotto

## Klasyfikacja
| Miejsce | Reprezentacja | Mecze | Punkty | Bramki zdobyte | Bramki stracone | Bilans bramek |
| ------- | ------------- | ----- | ------ | -------------- | --------------- | ------------- |
| złoto   | Szwecja       | 4     | 9      | 6              | 4               | +2            |
| srebro  | Anglia        | 4     | 9      | 4              | 2               | +2            |
| brąz    | Włochy        | 2     | 0      | 3              | 5               | -2            |
| brąz    | Dania         | 2     | 0      | 1              | 3               | -2            |